# Burg Kozí Hrádek
Die Ruinen der gotischen Burg Kozí hrádek (früher Ziegenburg) befinden sich etwa anderthalb Kilometer östlich der Stadt Sezimovo Ústí in Tschechien.
Die Burg wurde auf einem Felsvorsprung über dem Bach Kozský potok erbaut. Erstmals schriftlich erwähnt wurde die Festung 1307. Berühmt wurde sie durch den Aufenthalt des böhmischen Predigers Jan Hus in den Jahren 1412 bis 1414. Ab Mitte des 15. Jahrhunderts verfiel die Burg und brannte vermutlich 1438 völlig aus.
Im 17. bis 19. Jahrhundert wurde das Material der Burgmauern als Baumaterial genutzt. Im 20. Jahrhundert wurden die Ruinen erforscht und restauriert. Zu besichtigen sind gegenwärtig Mauern des Wohnpalastes.